# Riccardo Bocchino
Riccardo Bocchino (Viterbo, 3 marzo 1988) è un ex rugbista a 15 italiano, in carriera mediano d'apertura internazionale per l'Italia.

## Biografia
Bocchino è cresciuto nella romana Unione Capitolina con la quale esordì nel Super 10 2007-08; prese inoltre parte ai mondiali Under-20 del 2008 e, nello stesso anno, all'IRB Nations Cup con la Nazionale A.
Passato nel 2009-10 al Rovigo, fu selezionato dall'allora CT della Nazionale maggiore Nick Mallett tra i giocatori da utilizzare per il Sei Nazioni 2010, nel quale esordì il 6 febbraio nel corso dell'incontro di Dublino contro l'Irlanda; per la stagione 2010-11 fu ingaggiato dagli Aironi, franchise italiana in Celtic League.
Dal luglio 2011 milita nella formazione di Eccellenza dei Cavalieri di Prato; ha preso inoltre parte alla Coppa del Mondo di rugby 2011 in Nuova Zelanda.
Finalista nel campionato di Eccellenza 2011-12, battuto nella gara-scudetto dal Calvisano, dopo la convocazione nel tour estivo della Nazionale, e pur richiesto dalla neonata franchise federale delle Zebre in Pro12, Riccardo Bocchino ha deciso, a settembre 2012, di tornare a giocare a Roma in serie A1 con la Capitolina.